# 柏柏爾龍屬
柏柏龍屬（意為「柏柏蜥蜴」）是種獸腳亞目角鼻龍下目恐龍，化石發現於摩洛哥瓦爾扎扎特省阿特拉斯山脈的Toundoute地層，年代為侏羅紀的托阿爾期前期。模式種是里阿斯柏柏龍（B. liassicus），屬名以摩洛哥的柏柏爾人為名，而種名是以地質年代的里阿斯統為名。
柏柏龍目前只發現部分的顱後骨骼化石。

## 分類
在2007年，Ronan Allain與其同事命名了柏柏爾龍，並提出一個種系發生學研究，指出柏柏爾龍是最基底的阿貝力龍超科動物，較輕巧龍、角鼻龍、棘椎龍衍化，但較怪踝龍、阿貝力龍類原始。柏柏爾龍與其他獸腳類恐龍的不同處在於脊椎、掌骨、以及四肢骨頭。柏柏爾龍的發現，使得阿貝力龍超科的化石紀錄更為古老，可能從早侏儸紀就已演化出現。在2008年，其他科學家認為柏柏爾龍是種原始角鼻龍類恐龍，不屬於新角鼻龍類。在2010年的一項系統發生學研究，發現柏柏爾龍、角鼻龍、阿貝利龍超科之間的關係無法確定；至於徐星等人的2009年研究，則將柏柏爾龍歸類於雙脊龍科，跟月面谷雙脊龍、中國雙脊龍、龍獵龍、冰脊龍的互相關係，則無法確定°

## 發現與歷史
柏柏爾龍的化石，是在2000年代就開始挖掘，經過多次挖掘才出土。正模標本來自一個亞成年個體，是一些相關連的顱後部份，包含一節頸椎、部分薦骨、一個掌骨、一個股骨、一個部份脛骨、以及兩個腓骨。另一個部份股骨也被歸類於柏柏爾龍。牠們的化石發現於泥流沉積物中的屍骨層。後來的地質構造活動影響了這些骨頭。

## 古生物學與古生態學
如同其他角鼻龍下目，柏柏爾龍是種二足肉食性動物。牠們的體型中等，股骨約50.5公分長，而葛瑞格利·保羅（Gregory S. Paul）估計輕巧龍的股骨長度為52.9公分，雙脊龍的股骨長度為55公分，可見三者的體型相當。柏柏爾龍的化石與早期蜥腳類的塔鄒達龍一起發現。在阿特拉斯山脈的另一個侏儸紀早期地層，也發現了另一種小型獸腳類恐龍，目前正在作化石處理中。